# Frauenbad (Dürer)

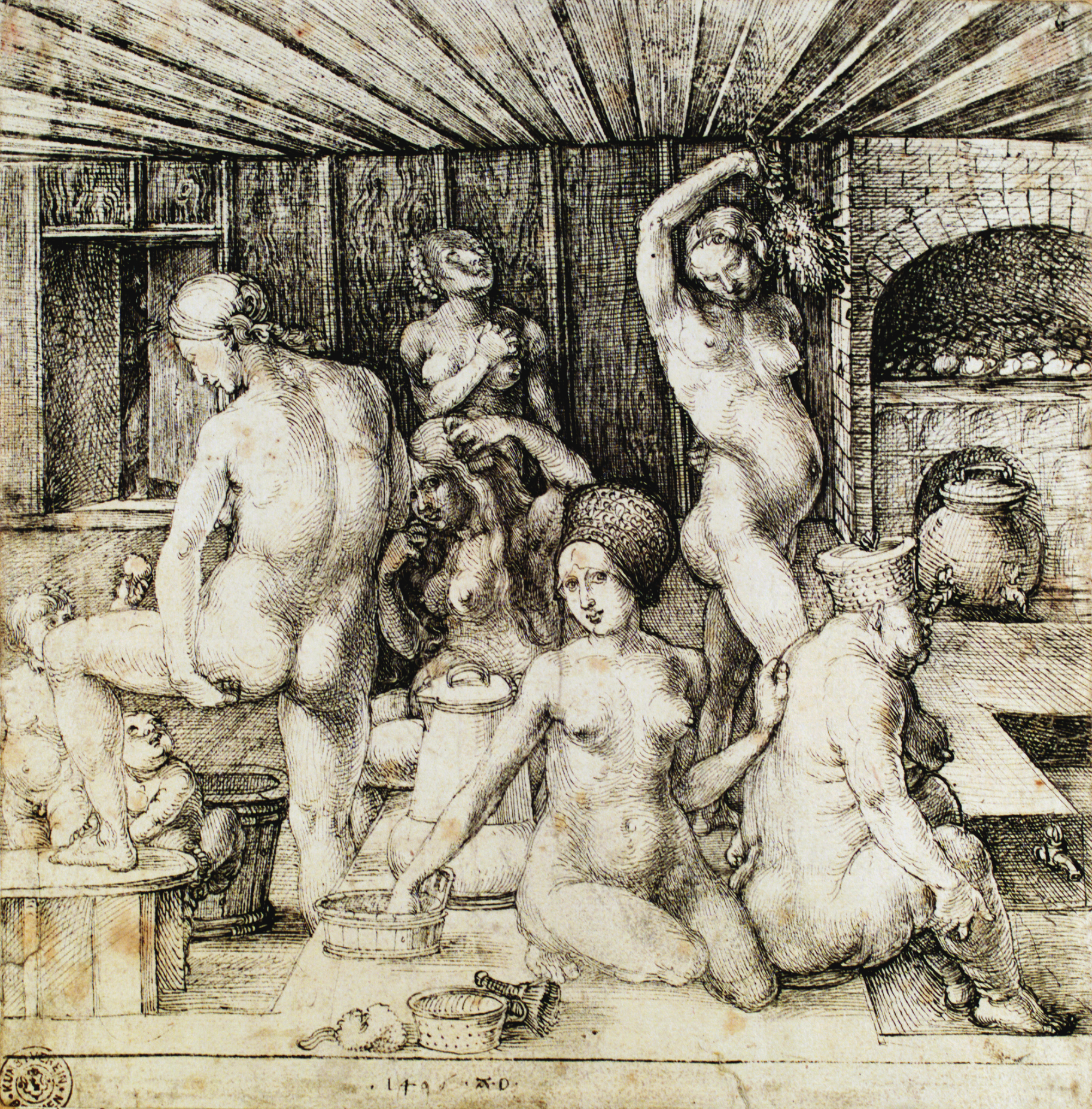
Dürer: Frauenbad

Frauenbad ist eine Federzeichnung des deutschen Malers Albrecht Dürer aus dem Jahr 1496, die sechs Frauen und zwei Knäblein in einem Badehaus zeigt. Der damals gerade 25-jährige Dürer gab seinem Werk einen voyeuristischen Aspekt, indem er – kaum auffällig – einen Mann in das Bild einfügte, der die Frauen beobachtet. Die dargestellten Frauen repräsentieren unterschiedliche Altersstufen, ihr Erscheinungsbild reicht von anmutig bis grotesk. Es wird angenommen, dass Dürers Frauenbad als Pendant zu seinem Männerbad diente, das um 1496–98 entstand und einige gemeinsame Elemente aufweist.

## Hintergrund

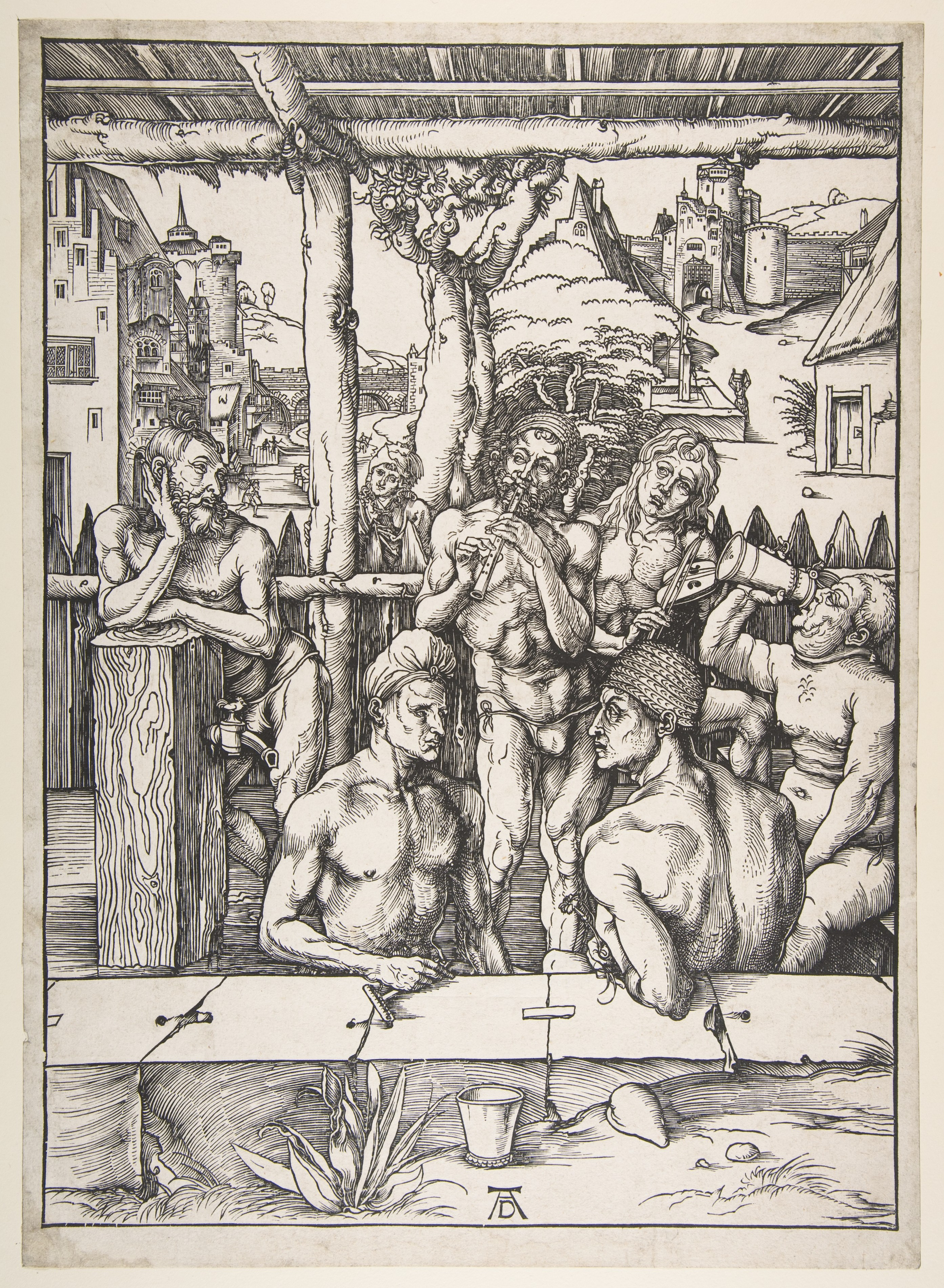
Dürer: Männerbad

Der Künstler zeichnete 1496 das Frauenbad, nachdem er von seiner ersten Venedig-Reise 1494–95 zurückgekehrt war. Es ist das erste Mal, dass er die lineare Einpunktperspektive anwendet, wobei er den Fluchtpunkt in der Achselhöhle der Frau mit den Zweigen lokalisierte. Offensichtlich wurde sein Studium der nackten menschlichen Figur auch durch das Studium der italienischen Kunst weiterentwickelt. Die sechs weiblichen Akte sind unterschiedlichen Alters und werden aus unterschiedlichen Blickwinkeln und in unterschiedlichen Posen gezeigt. Das Frauenbad des jungen Dürer wird als Vorstudie für einen nie ausgeführten Holzschnitt angesehen. Sein Konzept des weiblichen Aktes basierte vor seiner Reise nach Venedig 1494 auf bestehenden Konventionen, in denen die Frauen mit birnenförmigem Abdomen, stilisierter Kontur und anaxialer Symmetrie dargestellt wurden. Nach Dürers Rückkehr nach Nürnberg im Jahr 1495 offenbaren seine Zeichnungen, dass er nach lebenden Modellen zeichnete. Seine Modelle mögen Badehausbesucher oder -kunden gewesen sein.
Das Blatt ist datiert und monogrammiert und hat eine Größe von 231 × 230 mm. Der Akt wurde im Jahr 1943 während der Kriegsjahre ausgelagert und dann gestohlen, kam aber 2001 wieder in die Kunsthalle Bremen zurück. Seine Provenienz ist seit 1821 dokumentiert, als es von Hieronymus Klugkist für seine Sammlung erworben wurde. 1851 kam es als Teil der testamentarischen Stiftung Klugkists an den Bremer Kunstverein.

## Beschreibung

### Der Baderaum
Dürers Frauenbad zeigt in einer räumlich beeindruckenden Komposition eine lebendige Bade- und Pflegeszenerie von Frauen, darunter das Kämmen der Haare und das Schlagen des Körpers mit Zweigen zur besseren Hautdurchblutung. Der mit Holzbohlen vertäfelte Innenraum ist als Schwitz- und Badestube erkennbar. Auch die Decke besteht aus Brettern, die in stark räumlicher Verkürzung wiedergegeben sind, was zu einem starken perspektivischen Sog führt und den Bildbetrachter förmlich auf die Figuren zuschiebt. Im Hintergrund rechts ist eine offene Feuerstelle gemauert, darunter eine Nische mit einem Kessel für Wasser. Vor der Rückenfigur links steht ein großer Waschzuber und rechts von der jungen Frau im Vordergrund befindet sich ein weiterer, allerdings zierlicher Waschzuber, in den sie ihre rechte Hand taucht. Am vorderen Bildrand erkennt man die zum Stillleben gruppierten Gegenstände: eine Quaste, einen Schwamm und ein Behältnis für Seife.

### Die Figuren
Es sind sechs unbekleidete Frauen und zwei ebenfalls nackte Kinder dargestellt. Das Treiben der Frauen und Kinder wird von einem bärtigen Voyeur durch die Tür im linken Hintergrund beobachtet. Der Blick des Mannes geht direkt auf die von hinten gezeigte Aktfigur, die ihre Beine spreizt, indem sie ihr linkes Bein auf ein Podest stellt. Zwei kleine nackte Jungen blicken an ihr hoch, der eine reicht ihr einen Schwamm, der andere versucht ihr Podest zu erklimmen. Sie sieht auf die Bübchen herab und gibt sich den Blicken hin. Sie fasst sich dabei an die linke Pobacke, mit der rechten Hand scheint sie die Vorderseite ihres Körpers zu waschen, ihr Rücken verdeckt die genaue Position. Rechts in der Mitte des Bildes streicht sich eine junge Frau mit einem Reisigbüschel über den Rücken wie beim Saunieren üblich. Im Hintergrund erkennt man eine Jüngere, die zur Decke emporschaut, als vermute sie im Dachboden einen Voyeur. Die vor ihr kniende junge Frau ist leicht verdeckt und blickt aus dem Bild, während sie ihr langes Haar kämmt. Die in der Mitte am vorderen Bildrand kniende junge Frau strahlt von allen den größten Reiz aus, die Stellung ihrer Gliedmaßen ist anmutig. Sie trägt einen Badehut aus Stroh und blickt den Betrachter an, als habe sie ihn gerade entdeckt, dabei legt sie der älteren Frau zu ihrer Linken die Hand auf den Rücken. Die im verlorenen Profil dargestellte Alte blickt stoisch nach rechts aus dem Bild, ihr massiger Körper wirkt unbeweglich. Der Oberschenkel der jungen Frau drückt gegen das Gesäß der älteren, die ebenfalls einen Badehut aus Stroh trägt, der sie möglicherweise als Kupplerin ausweist.

## Interpretation

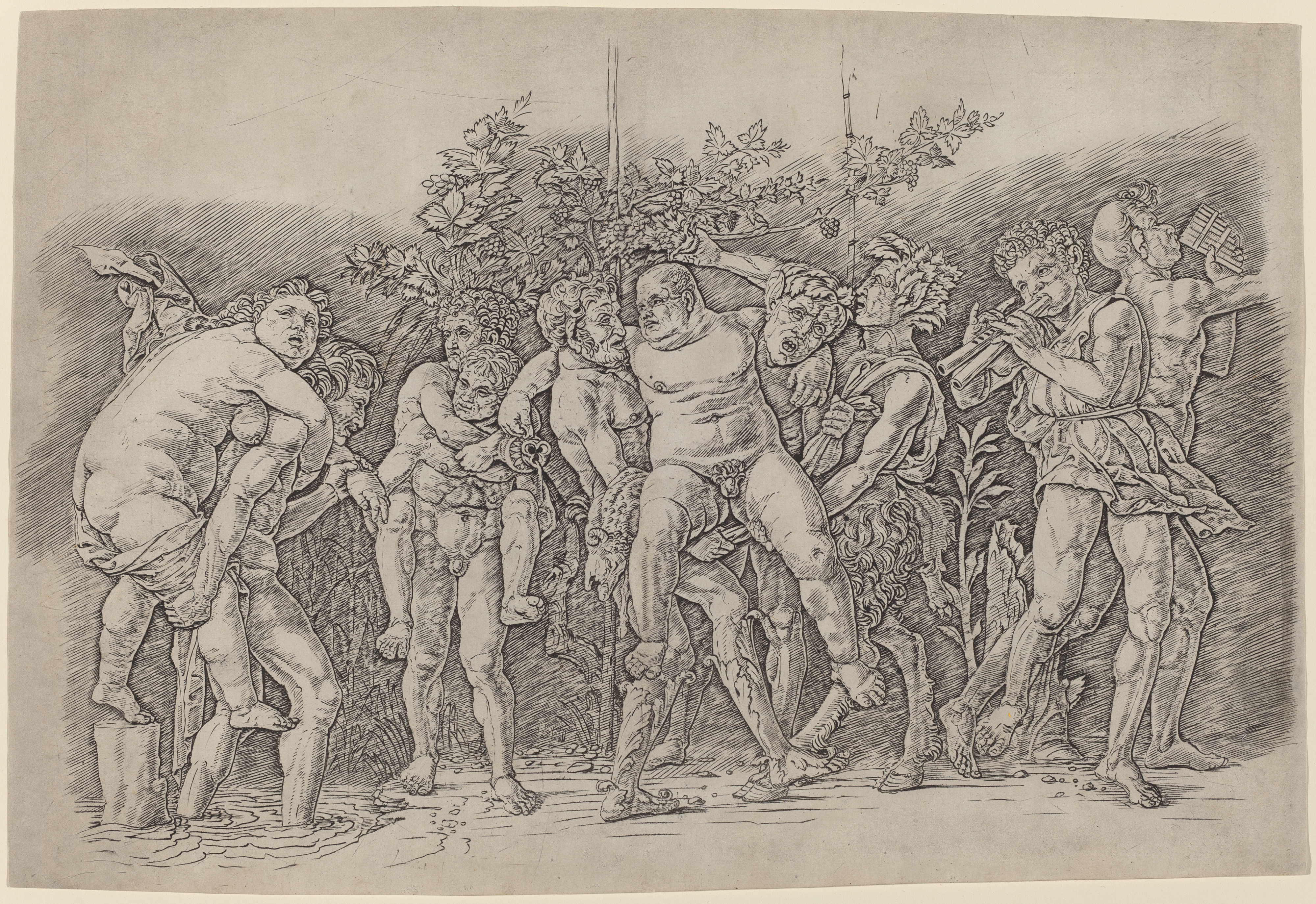
Andrea Mantegna: Bacchanal mit Silen

Dürers Zeichnungen zeigen eine andere Art, die italienische Renaissance aufzunehmen. Der androzentrische Kern humanistischer Kultur spiegelt sich in seinen sinnlichen männlichen Akten wider, lieferte aber auch eine „weibliche Groteske“ – erstmals in seiner Federzeichnung Frauenbad: Ein junges Bademädchen sitzt neben einer Frau, deren gedrungener Körper vom Altern so entstellt ist, dass er nicht nur von der weiblichen Schönheit, sondern auch von der Geschlechtsidentität selbst abweicht. Die Ältere trägt einen Männerhut, und die Wasserhähne direkt neben ihr erinnern an die Anspielung auf männliche Genitalien aus Dürers Holzschnitt Männerbad, was ihre Ausgrenzung aus der Geschlechternorm noch mehr unterstreicht. Während die Forschung in den jüngeren Frauen antike Venustypen erkennt, kann die „korpulente Matrone“ weder antiken noch akademischen Vorbildern zugewiesen werden; vielmehr geht sie auf einen Mantegna-Kupferstich (Bacchanal mit Silen) zurück. Spielen die Wasserhähne wie im Männerbad auf das membrum virile an, würde dies bei der Nase der dicken Frau zu einem unanständigen Scherz führen, da ein Wasserhahn nahezu ihr Gesicht berührt. Die zentrale, geheimnisvolle Schöne erinnert entfernt an den antiken Typus der hockenden Venus. Die junge Frau im Hintergrund, die mit zur linken Brust geführter Hand nach oben zur Zimmerdecke schaut, lässt an den Typus der schamhaften Venus pudica denken, während bei dem sich kämmenden Mädchen der Typus der Venus Anadyomene erkennbar ist. Die Frau mit den Zweigen und dem erhobenen Arm hingegen erinnert an den Typus der Venus Kallipygos. Neu ist am Frauenbad auch Dürers Ironie der Bilderzählung. Er hat sich eines klugen Schachzuges bedient, die erotische Botschaft zu dissimulieren.
Des Weiteren führt Dürer den antiken Topos „Frau als Gefäß“ (vas debitum) ein, indem er die schöne Badefrau neben einen anmutigen Krug setzt, die Frau mittleren Alters vor einen großen Zuber, die Dicke aber in die Nähe eines bauchigen Kessels mit Wasserhähnen. Das Bademädchen und die ältere Frau sind sardonische Kommentare über Jugend und Alter sowie über Weiblichkeit und das, was Dürer als den Verlust der Weiblichkeit angesehen zu haben scheint. Die junge Frau in der Bildmitte, die den Blick des Betrachters auffängt, identifiziert diesen mit dem Voyeur im Hintergrund, was die erotische Anziehungskraft des Werkes erhöht. Die Schamgegend aller sechs Frauen ist jeweils durch die geschickte Anordnung der Figuren oder der Gegenstände verdeckt, nur die Geschlechtsteile der puttohaften Buben sind unverhüllt. Die Zeichnung vermittelt die Freude am Körperkontakt zwischen Frauen, genitale Stimulation beim Rückenakt ist aber nicht offen angedeutet.
In seinem später entstandenen Holzschnitt Männerbad, der als Gegenstück zum Frauenbad gilt, sind ebenfalls sechs Erwachsene dargestellt, die Männer baden jedoch im Freien und ihre Genitalien sind bedeckt. Wie im Frauenbad beobachtet ein außenstehender Voyeur die Szene, die eindeutig homoerotisch ist. Auch haben zwei der badenden Männer ebenfalls Strohbadehüte auf.

## Rezeption

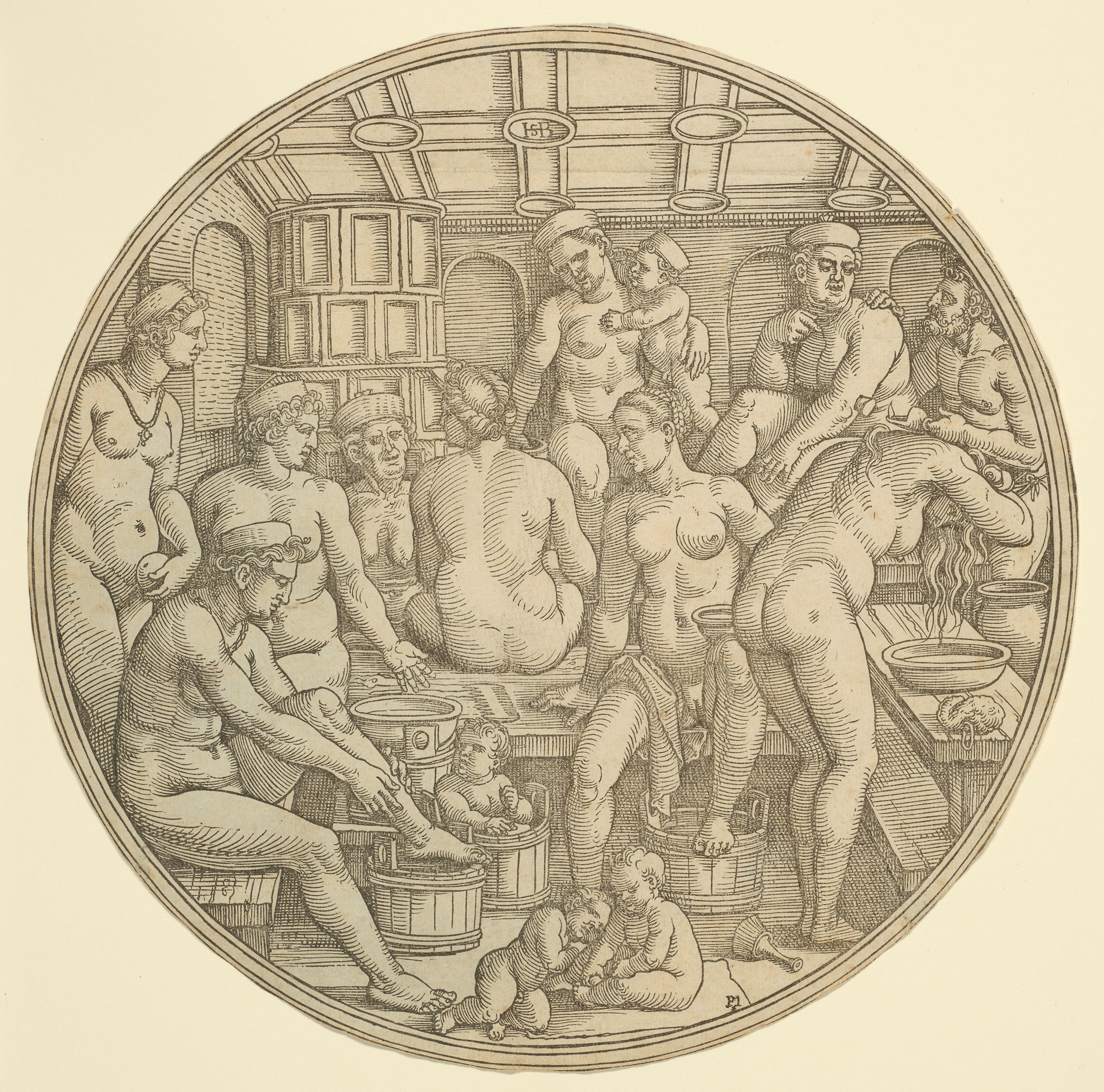
Sebald Beham: Das Frauenbad

Dürers Frauenbad fand bald Nachahmer in der Kunst, unter anderem entstand 1545 das Frauenbad von dem deutschen Maler und Kupferstecher Sebald Beham.
Hans Sachs schrieb einen Schwank Das schoen pad, wo aufgrund der versteckten Position die badenden Frauen ungeniert beobachtet werden. Der Schwank befasst sich vor allem mit der Jungen und der Alten im Vordergrund der Dürer-Zeichnung, von der es heißt „ein adelich jung zarttes weib, mit eim gancz wolgestalten leib, die knockt am poden und det krawen und waschen an der sechsten frawen“. Die Hässlichkeit der alten Frau vertreibt das erzählende Ich schließlich aus dem Bad.